# 대전선
대전선(大田線)은 대전역과 서대전역을 잇는 국가철도공단의 철도 노선이다. 대전삼각선이라고도 한다.

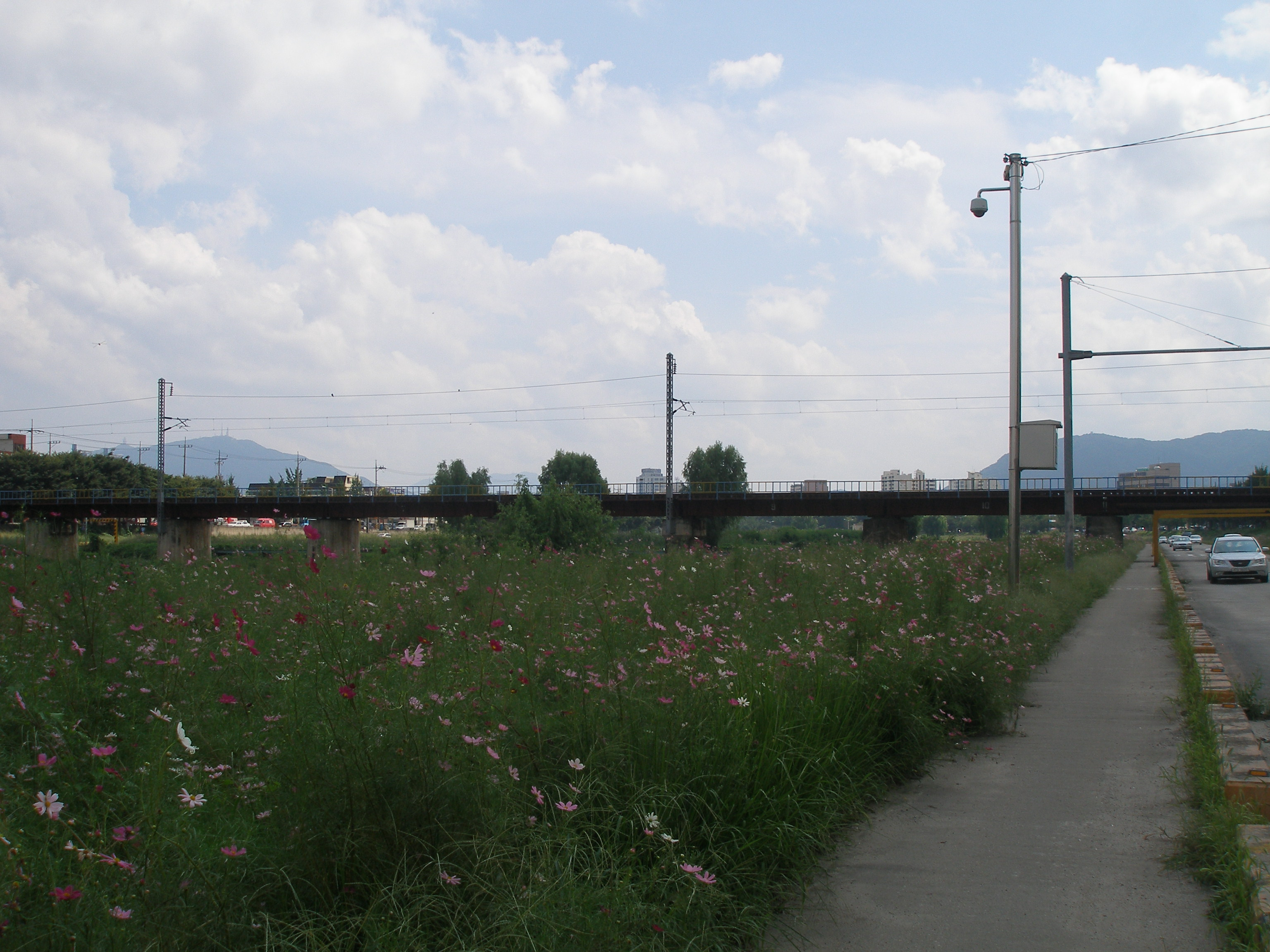
대전천을 건너는 대전선

## 역사
호남선을 건설할 때는 대전역에서 분기되었기 때문에, 이 노선은 원래 호남선의 일부였다. 경부선을 통해 대전역으로 온 열차가 전라도 방향으로 가려면 대전역에서 기관차를 돌려야 했다. 따라서 지금은 없어진 오정역-서대전역 간을 이어주는 단선 노선 오정선을 건설하였고, 1978년 1월 호남선 복선화 공사의 준공과 함께 오정선은 폐선되고 신설된 대전조차장에서 분기하는 (구)대전선이 건설되었다. 그러나 호남선·전라선으로 가는 대부분의 열차가 경부선에서 오정선(이후 (구)대전선)을 경유하는 운행실태를 반영하여 2004년 4월 1일 대전-서대전 간을 현재의 대전선으로 분리하고 (구)대전선을 호남선에 편입시켰다. 그리고 호남선에 전철화를 공사를 할 때 같이 전철화가 되었다.
대전역에서 착발하는 호남선 광주행 무궁화호 열차 1왕복과 경부선 방면과 호남, 전라선 방면을 오가는 정기 화물열차 4왕복이 이 노선을 운행을 하고 있었으나 2013년 1월부터 2014년 2월까지 14개월간 경부고속철도 대전도심구간 공사로 이 노선으로의 운행이 중지되었다. 이 기간 동안 화물열차는 대전조차장역으로 우회하여 운행하였으며 여객열차는 서대전역에서 시종착하였다. 다시 대전역으로 시종착이 환원되었다가 2015년 4월 2일부터는 서대전역에서 다시 시종착한다.
2017년 7월부터 홍도육교가 철거되고 지하차도로 재시공하면서 선로가 폐쇄되었다.
2019년 4월 17일 철도 노선번호 전면 개편에 따라 30209로 변경되었다.

## 역 목록
| 역명   | 로마자 역명 | 한자 역명 | 역간거리 (km) | 영업거리 (km) | 접속 노선                                       | 소재지     | 소재지 | 비고 |
| ------ | ----------- | --------- | ------------- | ------------- | ----------------------------------------------- | ---------- | ------ | ---- |
| 대전   | Daejeon     | 大田      | 0.0           | 0.0           | 경부선 경부고속선 ● 대전 도시철도 1호선(대전역) | 대전광역시 | 동구   |      |
| 서대전 | Seodaejeon  | 西大田    | 5.7           | 5.7           | 호남선                                          | 대전광역시 | 중구   |      |